# Turisme i England
'Turisme i England spiller en væsentlig rolle for landets økonomi. I 2018 var Storbritannien det 10. mest besøgte land i verden, og 17 af Storbritanniens 25 verdensarvssteder ligger i England.
VisitEngland er Englands officielle turistorganisation, og deres formål er at opbygge landets turismebrand og forbedre Storbritanniens profil for at øge mængden og værdien i landets turisme. I 2020-udgaven af rejseguiden Lonely Planet blev England rangeret som den næstebdste land at besøge dette år efter Bhutan.
Nedlukningen forårsaget coronaviruspandemien reducerede antallet af besøgende i 2020 og 2021 betragteligt.

## Byer
De 15 mest besøgte byer i England af udenlandske turister i 2019 var:
| #  | By                         | Årlige besøgende (mio.) |
| -- | -------------------------- | ----------------------- |
| 1  | London                     | 21.7                    |
| 2  | Manchester                 | 1.7                     |
| 3  | Birmingham                 | 1.1                     |
| 4  | Liverpool                  | 0.84                    |
| 5  | Brighton and Hove          | 0.64                    |
| 6  | Bristol                    | 0.63                    |
| 7  | Oxford                     | 0.58                    |
| 8  | Cambridge                  | 0.42                    |
| 9  | Bath                       | 0.4                     |
| 10 | Leeds                      | 0.33                    |
| 11 | York                       | 0.29                    |
| 12 | Newcastle-upon-Tyne        | 0.28                    |
| 13 | Stratford-upon-Avon (town) | 0.27                    |
| 14 | Nottingham                 | 0.24                    |
| 15 | Coventry                   | 0.24                    |

## Rangering
Til forskel fra mange andre lande, så er alle statsejede museer og steder af kulturel interesse i England gratis. Museer er en vigtig del af engelsk kultur, og de fleste byer har flere museer og kunstgallerier. Nogle af de mest besøgte er:
| #  | Museum                                      | County          | Besøgstal (2022) |
| -- | ------------------------------------------- | --------------- | ---------------- |
| 1  | Windsor Great Park                          | Berkshire       | 5,636,844        |
| 2  | Wisley Garden                               | Surrey          | 1,494,709        |
| 3  | Stonehenge                                  | Wiltshire       | 977,316          |
| 4  | Windsor Castle                              | Berkshire       | 927,331          |
| 5  | Bath's Roman Baths og Grand Pump Room       | Somerset        | 851,854          |
| 6  | Longleat                                    | Wiltshire       | 814,263          |
| 7  | Moors Valley Country Park                   | Dorset          | 810,707          |
| 8  | Blenheim Palace                             | Oxfordshire     | 806,806          |
| 9  | Beamish Museum                              | County Durham   | 773,814          |
| 10 | Whipsnade Zoo                               | Bedfordshire    | 760,087          |
| 11 | Ashmolean Museum                            | Oxfordshire     | 728,006          |
| 12 | Portsmouth Historic Dockyard                | Hampshire       | 718,990          |
| 13 | Bodleian Libraries                          | Oxfordshire     | 711,478          |
| 15 | Oxford University Museum of Natural History | Oxfordshire     | 675,557          |
| 16 | Royal Shakespeare Company                   | Warwickshire    | 672,487          |
| 17 | World Museum                                | Merseyside      | 669,684          |
| 18 | Eden Project                                | Cornwall        | 658,084          |
| 18 | York Minster                                | North Yorkshire | 620,591          |
| 20 | Sherwood Pines Forest Park                  | Nottinghamshire | 612,804          |

| Rank | Museum                          | Besøgstal (2022) |
| ---- | ------------------------------- | ---------------- |
| 1    | Natural History Museum          | 4,654,608        |
| 2    | British Museum                  | 4,097,253        |
| 3    | Tate Modern                     | 3,883,160        |
| 4    | Southbank Centre                | 2,947,155        |
| 5    | National Gallery                | 2,727,119        |
| 6    | Victoria and Albert Museum      | 2,370,261        |
| 7    | Somerset House                  | 2,346,580        |
| 8    | London Science Museum           | 2,334,930        |
| 9    | Tower of London                 | 2,020,121        |
| 10   | Royal Botanic Gardens Kew       | 1,963,885        |
| 11   | Royal Museums Greenwich         | 1,628,580        |
| 12   | Royal Albert Hall               | 1,449,486        |
| 13   | St Paul's Cathedral             | 1,193,888        |
| 14   | British Library                 | 1,149,070        |
| 15   | Westminster Abbey               | 1,063,063        |
| 16   | London Zoo                      | 1,045,289        |
| 17   | Tate Britain                    | 913,395          |
| 18   | Horniman Museum and Gardens     | 790,067          |
| 19   | Royal Opera House Covent Garden | 697,001          |
| 20   | Royal Academy of Arts           | 695,968          |

## World Heritage Sites
17 ud af Storbritannien 25 verdensarvssteder ligger i England, hvoraf nogle af de mest kendte inkluderer Stonehenge, Tower of London, theJurassic Coast, Westminster, theRoman Baths in Bath, Saltaire, Ironbridge Gorge og Studley Royal Park.
Det nordligste sted i Romerriget, Hadrians mur, er det største romerske byggeri i verden, og den forløber 117 km igennem det nordlige England.

## Nationalparker
Nogle af landets nationalparker er:
- Lake District National Park
- New Forest National Park
- North York Moors National Park
- Peak District National Park
- South Downs National Park